# 天主教沙隆教區
天主教沙隆教區（拉丁語：Dioecesis Catalaunensis）是法國一個羅馬天主教教區。屬蘭斯總教區。
教區成立於4世紀初，1801年11月29日被撤銷，1822年10月6日恢復。
教區位於馬恩省（蘭斯區除外）。2006年有教友252,000人，佔轄區總人口93.7%。教區下轄三十四個堂區，有八十四名司鐸。現任教區主教為吉爾伯·路易。